# 拉金卡 (波利西基區)
51°11′35″N 29°44′11″E / 51.19306°N 29.73639°E
拉丁卡（烏克蘭語：Радинка）是位於烏克蘭北部的村莊，由基辅州维什霍罗德区的克拉斯亞蒂奇市鎮負責管轄。該村始建於1780年，面積8平方公里，海拔高度133米，2001年人口834，人口密度每平方公里104.3人。